# جو پیسکوپو
جو پیسکوپو (به انگلیسی: Joe Piscopo) (زاده ۱۷ ژوئن ۱۹۵۱) بازیگر، کمدین آمریکایی است.
از فیلم‌هایی که وی در آن نقش داشته است می‌توان به جانی خطرناک اشاره کرد.